# Agios Theodoros (Famagosta)
Agios Theodoros (in greco Αγίος Θεοδώρος Αμμοχώστου?, Agios Theodoros Ammochostou; in turco: Çayırova) è un villaggio della penisola del Karpas nella parte orientale di Cipro. Il villaggio si trova de facto nel distretto di İskele della Repubblica Turca di Cipro del Nord, mentre de iure si trova nel distretto di Famagosta della Repubblica di Cipro. Nel 2011 il villaggio aveva 406 abitanti.

## Storia
Dopo che l'antica città di Elea vicino a Capo Elaia fu distrutta da un grave terremoto nel 343, i sopravvissuti si trasferirono nell'entroterra nel sito dove sorse Ayios Theodoros, dal nome di un soldato romano che divenne un martire cristiano. Quando i pirati musulmani distrussero la vicina Agia Theodora, anche i suoi abitanti si trasferirono lì. Durante il dominio veneziano (dal 1489 al 1570/71), il villaggio divenne il centro agricolo della regione, ma cadde in rovina durante la prima epoca ottomana. 
Il 31 ottobre, Rauf Denktaş, esiliato dall'isola dal 1964, cerco' di tornare a Cipro sbarcando segretamente ad Ayios Theodoros.

## Società

### Evoluzione demografica
Nel XVIII secolo, il villaggio aveva pochi abitanti, ma nel 1831 c'erano di nuovo 31 uomini turchi e 34 greci. All'inizio del XX secolo, il villaggio crebbe e da qui la prima stazione telegrafica collegò l'isola con la Siria. Nel 1891 si contavano 258 greci e 69 turchi, e dieci anni dopo i numeri erano saliti rispettivamente a 375 e 96. Nel 1911, i numeri salirono a 507 e 122. Da allora, la proporzione di turchi scese da 85 a 60 e 66 nel 1921, 1931 e 1946, mentre la proporzione di greci salì da 517 e 512 a 782 negli stessi censimenti. Nel 1958, la maggior parte dei turchi fuggì dal villaggio. Nel 1960 ci vivevano 805 greci e 23 turchi, ma questi ultimi fuggirono definitivamente dal villaggio nel 1963 verso Mehmetçik/Galatia e Livadia/Sazlıköy. Nel 1973, nessun turco viveva più nel villaggio. Il 14 agosto 1974, la maggior parte dei greco-ciprioti fuggì nuovamente dall'esercito turco a Dhekelia, dove c'era una guarnigione britannica. Circa 150 famiglie vivono ora in Gran Bretagna. Le tre chiese del villaggio sono state saccheggiate. Degli 810 greci, 30 rimasero fino all'ottobre 1975; nel settembre 1976, solo cinque greci vivevano ancora ad Ayios Theodoros. L'ultimo di loro ha lasciato il villaggio nel dicembre 1981. I greci furono sostituiti dai turchi, di cui 324 vivevano nel villaggio nel 1978. Venivano principalmente da Lefkara e Kofinou/Geçitkale, da dove erano fuggiti; alcuni venivano anche dalla vicina enclave turca di Agios Evstathios/Zeybekköy. Nel 1976 e 1977, alcune famiglie dalla Turchia si unirono a loro. Nel 2006, i residenti turchi erano 430.